# Neopentamera
Neopentamera is een geslacht van zeekomkommers uit de familie Sclerodactylidae. De wetenschappelijke naam van het geslacht werd in 1941 voorgesteld door Elisabeth Deichmann.

## Soorten
- Neopentamera anexigua Deichmann, 1941